# Cleistocactus colademononis
Cleistocactus colademononis es una especie de planta suculenta perteneciente al género Cleistocactus, dentro de la familia Cactaceae. Es endémica del sur de Bolivia.

## Descripción

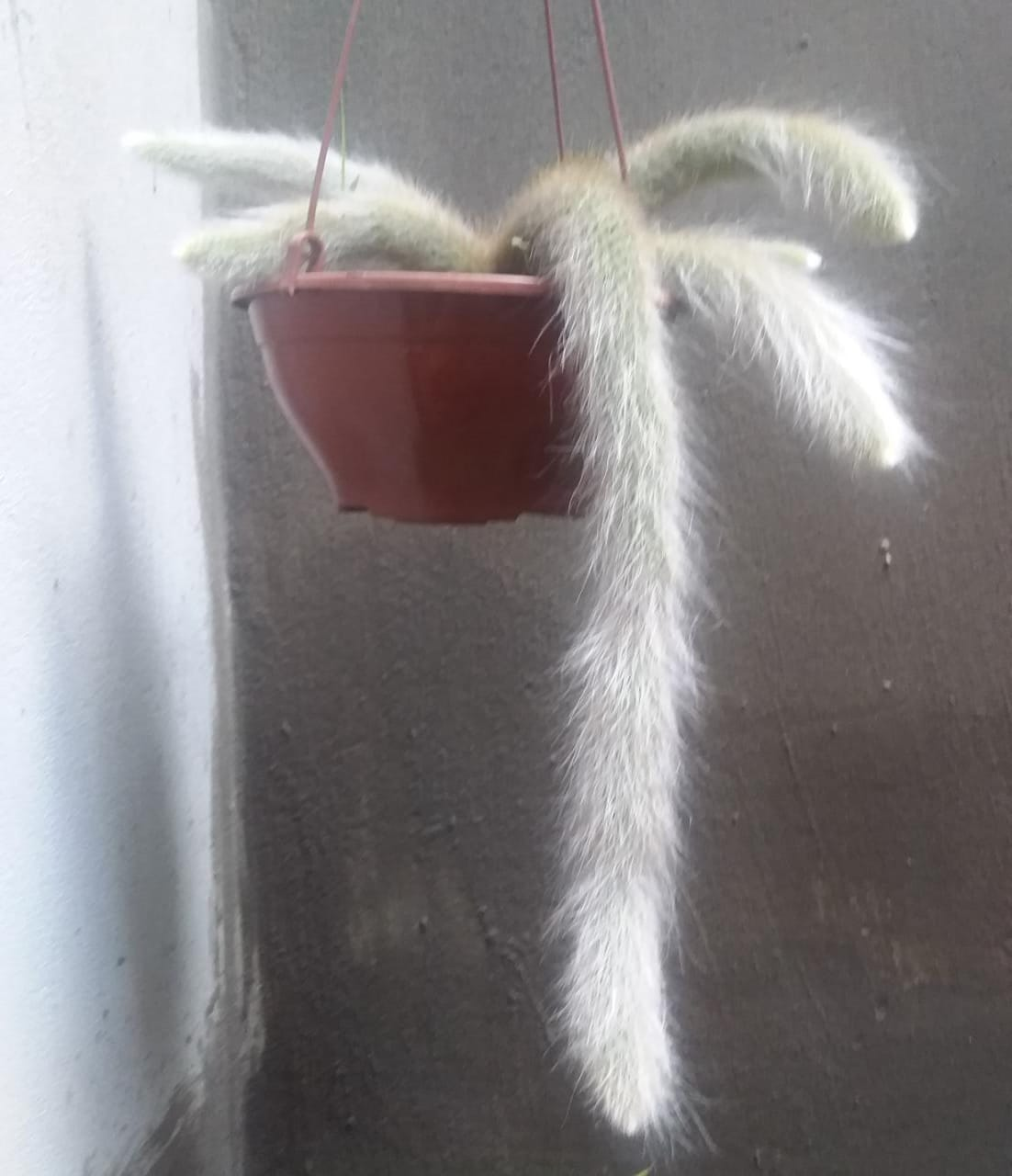
Tallos colgantes

Cleistocactus colademononis es una especie de cactus que crece de forma colgante, ramificándose en la base y alcanzando una longitud de hasta 2,5 m. Los tallos son de color verde claro, con un diámetro de 3 a 7 cm.     
Presenta de 14 a 20 costillas sobre las que se asientan areolas que se sitúan entre 3 y 6 mm de distancia unas de otras. De ellas surgen de 4 a 8 espinas más o menos dirigidas hacia abajo, de aspecto cerudo y de color amarillento. También tienen de 20 a 50 espinas de aspecto piloso, de color blanco y de 4 a 8 cm de largo. Además, las espinas pilosas vuelven a crecer en caso de que se caigan.    

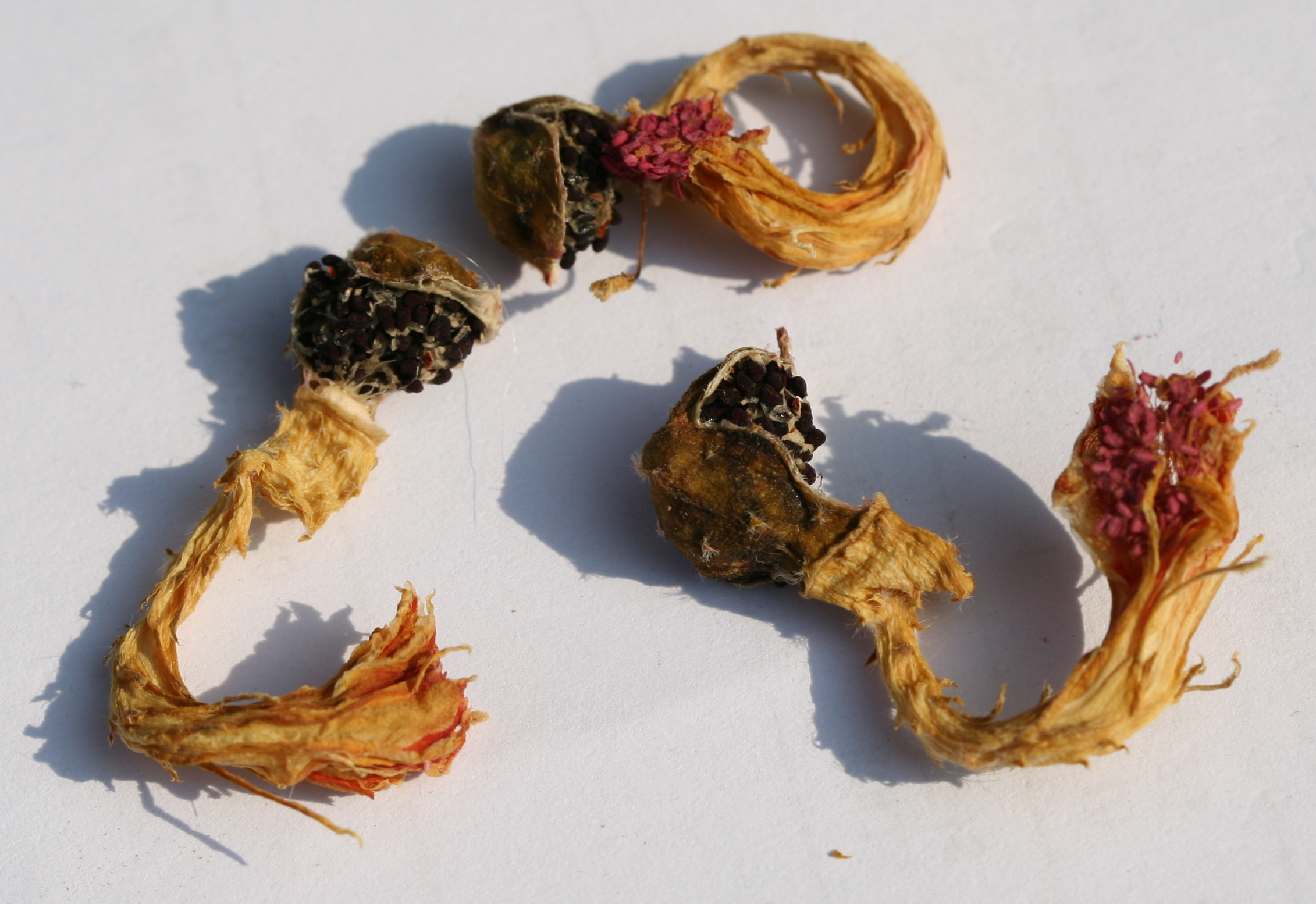
Fruto y semillas

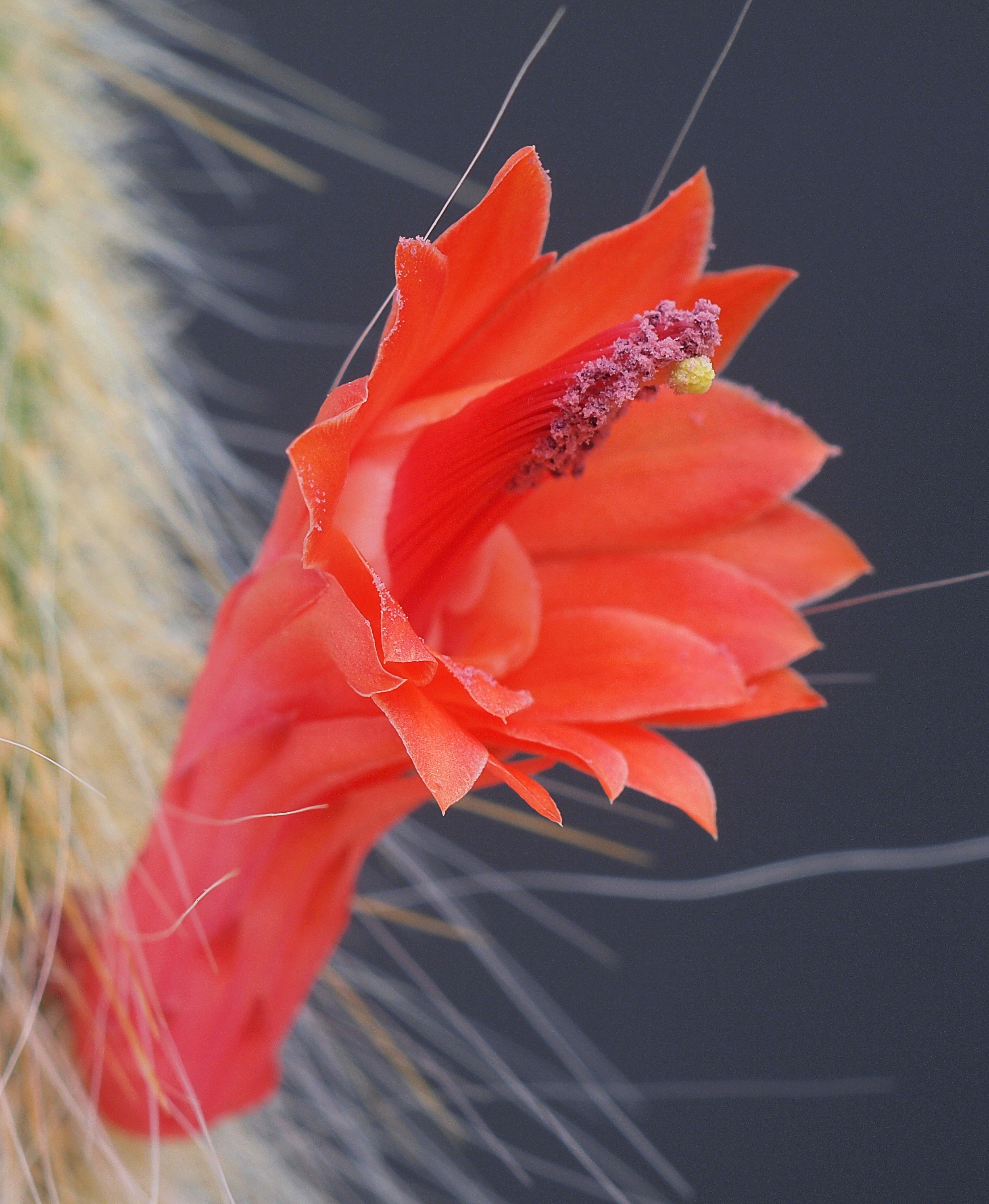
Detalle de la flor

La flor es zigomorfa y mide de 7 a 8 cm de largo. Es de color rojo brillante y aparece casi horizontal en la areola. El fruto es más o menos esférico, de color rojizo y tiene un diámetro de 0,8 a 1,2 cm. Después de secarse, se desgarra longitudinalmente. Las semillas son negras, de 1,1 a 1,4 mm de largo y ligeramente curvadas.

## Distribución y hábitat
El área de distribución nativa de esta especie es Bolivia (concretamente el departamento de Santa Cruz) y crece principalmente en el bioma desértico o de matorral seco. Crece colgando de paredes rocosas escarpadas, por debajo de los 1500 m de altitud.

## Taxonomía
La primera descripción de esta especie fue como Hildewintera colademononis, publicada en 2003 por los botánicos Lothar Diers y Wolfgang Krahn en la revista ilustrada Kakteen und andere Sukkulenten 54: 221.
Posteriormente, el botánico británico Roy Mottram colocó la especie en el género Cleistocactus, pasando a llamarse Cleistocactus colademononis y anotando estos cambios en Cactus World 24: 21 en el año 2006.
Etimología
- Cleistocactus: nombre genérico que deriva de la combinación de la palabra griega kleistos (que significa cerrado), y cactus (término latino que alude a las plantas del género Cactaceae), haciendo referencias a que son "cactus con flores cerradas", ya que en algunas especies apenas se abren y parecen estar cerradas.
- colademononis: epíteto específico que significa "cola de mono", haciendo referencia a la apariencia de los tallos de la planta, los cuales están cubiertos de filamentos o pelos que recuerdan a la cola de un mono. [4]

Sinonimia
- Bolivicereus colademononis (Diers & Krahn) Lodé (2023)
- Bolivicereus simius-cauda Lodé (2022)
- Borzicactus colademononis (Diers & Krahn) Lodé (2013 publ. 2012)
- Cleistocactus winteri subsp. colademono D.R.Hunt (2005)
- Hildewintera colademononis Diers & Krahn (2003)
- Winterocereus colademononis (Diers & Krahn) Metzing & R.Kiesling (2007)

## Usos
Se cultiva principalmente como planta ornamental y su propagación se realiza a través de esquejes o semillas.